# 1804 en arts plastiques
| Années des arts plastiques : 1801 - 1802 - 1803 - 1804 - 1805 - 1806 - 1807    |
| Décennies des arts plastiques : 1770 - 1780 - 1790 - 1800 - 1810 - 1820 - 1830 |

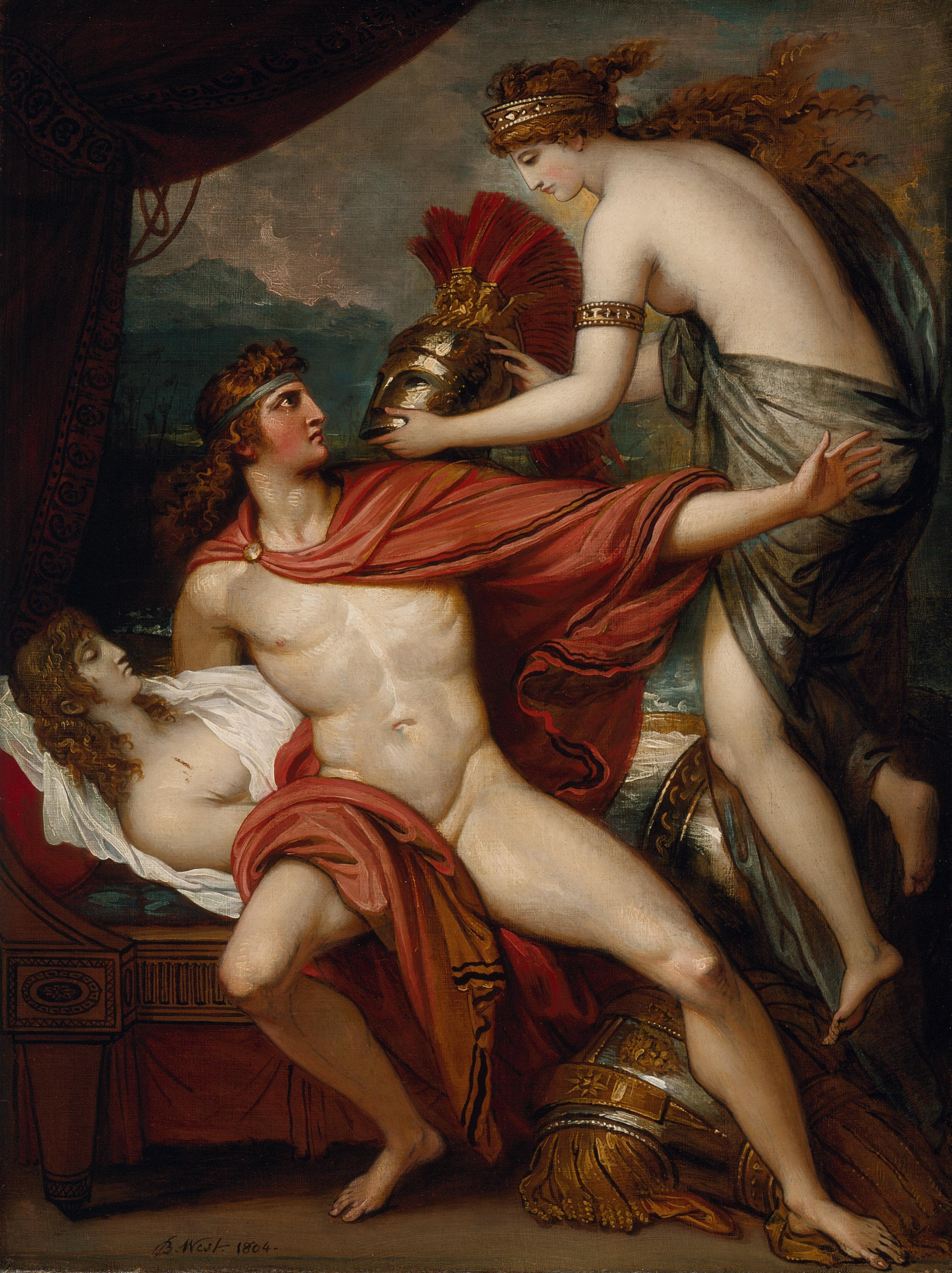
Thétis apportant l'armure à Achille, Benjamin West.

Cette page concerne l'année 1804 en arts plastiques.

## Œuvres
- 1804-1805 : Portrait d'Isabelle Porcel, huile sur bois de Francisco de Goya,
- vers 1804-1806 : Allégorie de l'Agriculture, Allégorie de l'Industrie, Allégorie des Sciences et Allégorie du Commerce, tableaux de Francisco de Goya,
- Martin-Guillaume Biennais achève la réalisation de l'Athénienne de Napoléon Ier (musée du Louvre).

## Naissances
- 13 janvier : Paul Gavarni, aquarelliste et dessinateur français († 24 novembre 1866),
- 21 janvier : François-Gabriel Lépaulle, peintre français († 28 août 1886),
- 1er février : Auguste Desperet, graveur sur bois, dessinateur, lithographe et collectionneur d’art français († 1er mars 1865),
- 12 février : Jan Adam Kruseman, peintre néerlandais († 17 mars 1862),
- 19 février : John Cousen, graveur britannique († 26 décembre 1880),
- 2 mars : Auguste Raffet, dessinateur, graveur et peintre français († 16 février 1860),
- 16 mars : Jules-Claude Ziegler, peintre de l'école française († 22 décembre 1856),
- 20 mars : Salvatore Lo Forte, peintre italien († 11 janvier 1885),
- 2 avril : Auguste-Hyacinthe Debay, sculpteur et peintre français († 24 mars 1865),
- 25 avril : Friedrich Preller l'Ancien, peintre et graveur allemand († 23 avril 1878),
- 8 mai : Émile Signol, peintre français († 4 octobre 1892),
- 12 juin : Henri Frédéric Schopin, peintre français d'origine allemande († 21 octobre 1880),
- 16 juillet : Adrien Dauzats, peintre orientaliste, illustrateur et lithographe français († 18 février 1868),
- 29 juillet : Edmond Geffroy, peintre français († 8 février 1895),
- 4 août : Robert William Buss, aquafortiste et illustrateur britannique († 26 février 1875),
- 11 septembre : Jacques-Philippe Renout, peintre français († 4 janvier 1867),
- 28 septembre : Jean-Baptiste Barré, sculpteur et peintre français († 24 avril 1877),
- 29 septembre : Giovanni Carnovali, peintre italien († 5 juillet 1873),
- 30 septembre : Édouard Hostein, peintre français († 25 août 1889),
- 14 octobre : Carl Timoleon von Neff, peintre, conservateur germano-balte sujet de l'Empire russe († 5 janvier 1877),
- 17 novembre : Léon Soulié, peintre français († 5 mai 1862),
- 22 novembre : Hippolyte Dominique Holfeld, peintre français († 13 janvier 1872),
- 5 décembre : Antonio de Brugada, peintre espagnol († 17 février 1863),
- 16 décembre : Adèle Kindt, peintre belge (° 1894),
- 18 décembre : François Antoine Léon Fleury, peintre français († 1858),
- 19 décembre : Fitz Henry Lane, peintre américain († 14 août 1865),
- 29 décembre : Jacques Rothmuller, peintre et lithographe français († 10 février 1862),

- ? :
  - Thomas Fairland, graveur, lithographe et portraitiste britannique († octobre 1852),
  - Noël Nouet, peintre français († 8 décembre 1878),
  - Prosper Saint-Germain, peintre et illustrateur français († 1875).

## Décès
- 14 janvier : Pietro Antonio Novelli, dessinateur, illustrateur, écrivain, poète, graveur et peintre italien (° 7 septembre 1729),
- 27 février : Auguste-Louis de Rossel de Cercy, aristocrate, officier de marine et peintre français (° 22 juin 1736),
- 3 mars : Giandomenico Tiepolo, peintre italien (° 30 août 1727),
- 26 mars : Lazare Bruandet, peintre français (° 3 juillet 1755),
- 24 juillet : Martin Knoller, peintre autrichien actif en Italie (° 8 novembre 1725),
- 4 novembre :  Nicola Peccheneda, peintre italien (° 1725),
- 5 novembre : August Friedrich Oelenhainz, peintre allemand (° 28 juin 1745),
- ? :
  - Giovanni Campovecchio, peintre italien (° 1754),
  - Philippe Henri Coclers van Wyck, peintre actif à Liège, à Rome, en Hollande et à Paris (° 29 juin 1738).